# Роттенберг, Линда
Линда Роттенберг (англ. Linda Rottenberg; 12 сентября 1968 года) — американская предпринимательница и менеджер, одна из основателей и руководитель (CEO) Endeavor Global, Inc. (с 1997), директор Zayo Group, LLC и Zayo Group Holdings, Inc. (с 2014); член организации «Молодой президент» (англ. Young President); автор бестселлера «Сумасшедший — это комплимент: сила движения против течения» (англ. Crazy Is a Compliment: The Power of Zigging When Everyone Else Zags).
Мировой эксперт в области предпринимательства и возможностей для бизнеса на развивающихся рынках.
Ведёт три курса в Гарвардской школе бизнеса.

## Биография
Линда Роттенберг — дочь адвоката и домохозяйки, выросла в Ньютоне — пригороде Бостона в штате Массачусетс.
Очень рано увлеклась социальными идеями, участвовала в различных общественных организациях.
Линда Роттенберг получила юридическую степень в Йельской школе права (Йельский университет) и степень бакалавра в Гарвардском университете.
По собственным заверениям, если бы сегодня выбирала своё образование, то предпочла бы изучать менеджмент.
После окончаний Йельской школы права работала управляющей программы в Университете Палермо в Аргентине.
В 1996 году подключилась к работе в Фонда Ашока, расширяя охват организации в Латинской Америке.
В 1997 году, вместе с американским венчурным капиталистом Петером Келлнером основала и стала руководителем международной некоммерческой организации Endeavor Global, Inc., специализирующейся на социальных инвестициях в малый и средний бизнес в развивающихся странах.
12 мая 2014 года становится директор Zayo Group, LLC и Zayo Group Holdings, Inc., а также вошла в консультативный совет ABRAAJ Capital

## Оценки
5 ноября 2001 года журнал Time включил основателей Endeavor Global Линду Роттенберг и Петера Келлнера в список «100 лучших инноваторов XXI века» (англ. Top 100 Innovators for the 21st Century).
В 2002 году Фонд Шваба представил Endeavor и Линду Роттернберг на Всемирном экономическом форуме в качестве одного из ведущих 40 примеров социального предпринимательства, а сопредседательствующий тогда Business Insider назвал её «Госпожой Давоса» (англ. Ms. Davos).
В 2003 году включена в список лучших молодых инноваторов Innovators Under 35.
Компания Dell, Inc. представила её в своей глобальной рекламной кампании героем, сделавшим свой путь (англ. Take Your Own Path).
В 2007 году Томас Фридман назвал Линду «Ментором Капитализма» (англ. Mentor Capitalist) в своём бестселлере «Плоский мир 2.0» (англ. The World Is Flat 2.0.
В 2008 году международный винный дом Вдова Клико, назвала Линду Роттенберг «Деловой женщиной 2008 года» (англ. Business Woman of the Year in 2008.
В том же году US News & World Report назвал её «Лучший американский лидер» (англ. America's Best Leaders).
В 2011 году Forbes включил Линду Роттенберг в список ведущих социальных предпринимателей Impact 30.
Она называлась «Мировым завтрашним лидером» (англ. Global Leader for Tomorrow), «Молодым глобальным лидером» (англ. Young Global Leader) и «Ведущим социальным предпринимателем» (англ. Leading Social Entrepreneur).

## Личная жизнь
Замужем за писателем, журналистом и телеведущим Брюсом Фейлером (англ. Bruce Feiler).
Имеет двух дочерей близняшек.
Проживает в Бруклине.